# Agonum impressum
Agonum impressum är en skalbaggsart som först beskrevs av Georg Wolfgang Franz Panzer 1796.  Agonum impressum ingår i släktet Agonum, och familjen jordlöpare. Arten har ej påträffats i Sverige.

## Bildgalleri

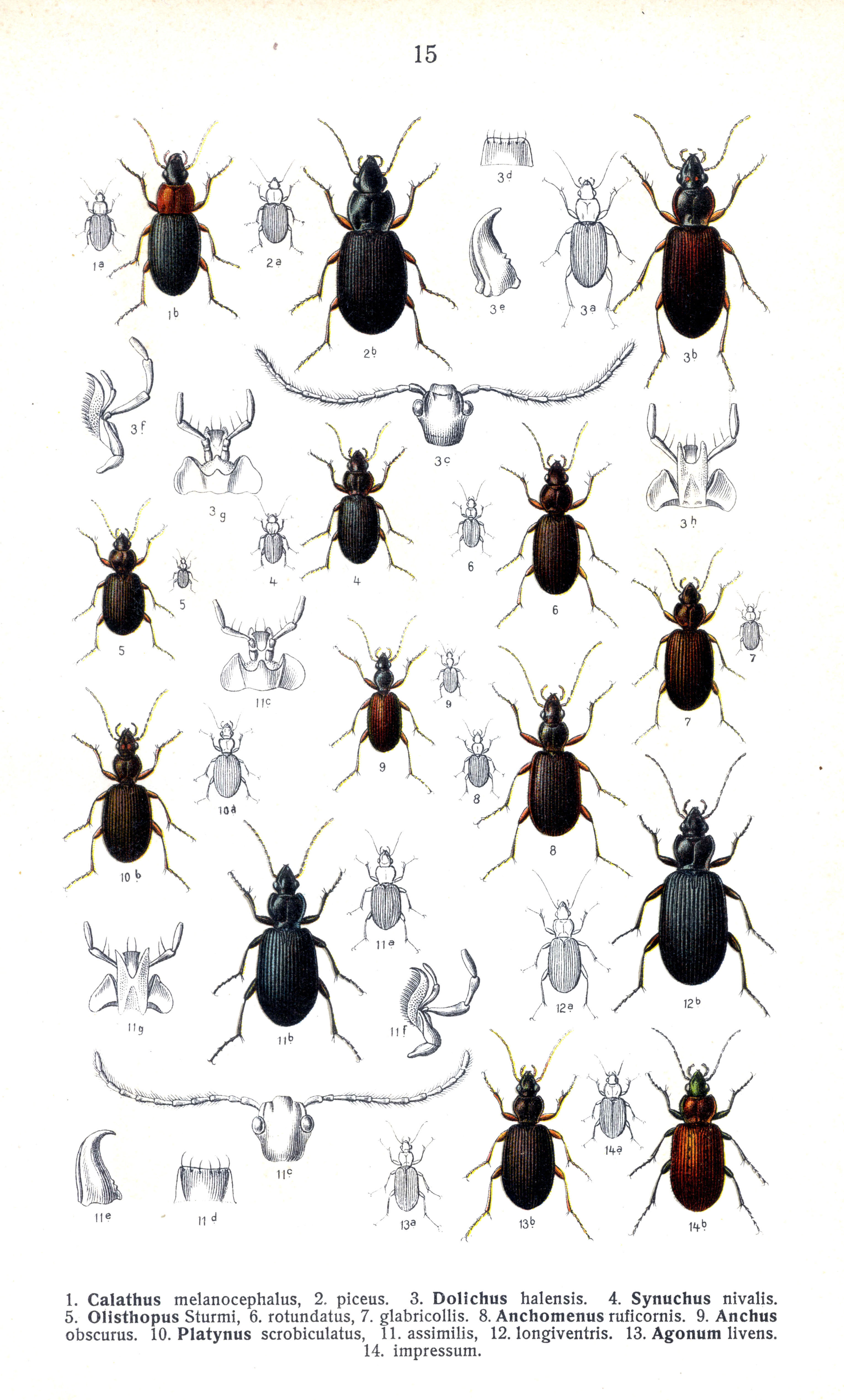